# КК АЕЛ Лимасол
КК АЕЛ Лимасол (грч. ΑΕΛ Λεμεσός) је кипарски кошаркашки клуб из Лимасола. Из спонзорских разлога назив клуба гласи Протеас АЕЛ (грч. Πρωτέας ΑΕΛ). Тренутно се такмичи у Првој дивизији Кипра.
Клуб спонзорише Меридианбет.

## Историја
КК АЕЛ Лимасол је основан 1966. године а свој први наступ у кипарској лиги су имали 1967. Постали су доминантни на Кипру током 1980-их година, када су освојили 6 титула првака и 5 купова. Током 1990-их клуб није имао толико успеха али 2000-их се клуб враћа на старе стазе и осваја још 5 титула првака и 3 купа.

## Успеси
- Прва дивизија Кипра
  - Победник (13) :  1974, 1978, 1980, 1982, 1983, 1985, 1987, 1988, 2003, 2004, 2005, 2006, 2007.

- Куп Кипра у кошарци
  - Победник (9) :  1978, 1980, 1981, 1982, 1983, 1985, 2004, 2008, 2009.

## Познатији играчи
- Милан Дозет
- Никола Булатовић
- Горан Јеретин
- Горан Николић